# RNA 추출

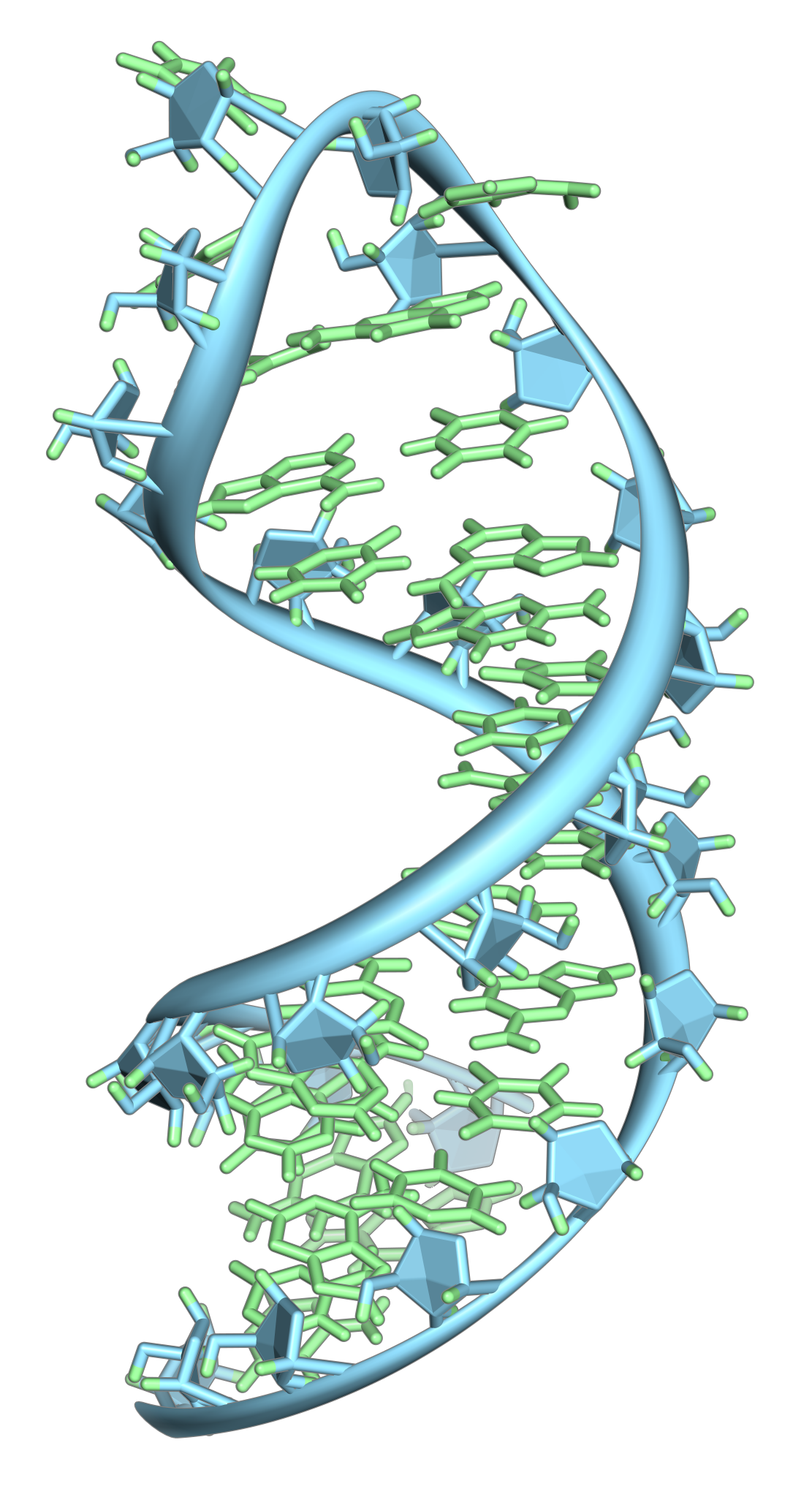
pre-mRNA의 헤어핀 루프. 핵염기(녹색)와 리보스-인산 골격(파란색)이 강조 표시되어 있다. 이것은 자체적으로 다시 접히는 RNA의 단일 가닥이다.

RNA 추출(영어: RNA extraction)은 생물학적 샘플로부터 RNA를 정제하는 것이다. 이 과정은 RNA를 빠르게 분해할 수 있는 세포와 조직에 리보뉴클레이스가 존재하기 때문에 복잡하다. 샘플에서 RNA를 분리하기 위해 분자생물학에서 여러 가지 방법이 사용되며 가장 일반적인 방법은 산 구아니디늄 싸이오사이아네이트-페놀-클로로포름 추출이다. 여과지 기반의 용해 및 용출 방법은 높은 처리량을 특징으로 한다.
일반적으로 막자사발과 절굿공이(또는 조직 분쇄기로 알려진 특수 강철 장치)를 사용하는 액체 질소에서 RNA 추출은 리보뉴클레이스 활성을 방해하는 데에도 유용하다.

## 리보뉴클레이스 오염
분자생물학 실험에서 RNA 추출은 RNA 샘플을 분해하는 광범위하게 존재하고 견고한 리보뉴클레이스(RNase)의 존재로 인해 매우 복잡하다. 특정 리보뉴클레이스는 매우 견고할 수 있으며 디옥시리보뉴클레이스(DNase)를 중화하는 것과 비교하였을 때 불활성화하는 것이 어렵다. 방출되는 리보뉴클레이스 외에도 환경에 존재하는 여러 리보뉴클레이스가 있다. 리보뉴클레이스는 다양한 생물체에서 많은 세포외 기능을 갖도록 진화해 왔다. 예를 들어 리보뉴클레이스 A 슈퍼패밀리의 구성원인 리보뉴클레이스 7은 사람의 피부에서 분비되며 강력한 항병원체 방어 작용을 한다. 이러한 분비된 리보뉴클레이스의 경우, 리보뉴클레이스의 외적 기능에 효소 활성이 필요하지 않을 수도 있다. 예를 들어 면역 리보뉴클레이스는 세균의 세포막을 불안정하게 만드는 역할을 한다.
이에 대응하기 위해 RNA 추출에 사용되는 장비는 일반적으로 철저하게 세척되고 일반 실험실 장비와 분리되어 보관되며 리보뉴클레이스를 파괴하는 다양한 화학 물질들로 처리된다. 같은 이유로 실험자들도 맨살이 실험 장비에 닿지 않도록 각별히 주의한다.

## 같이 보기
- RNA
- 스핀 컬럼 기반 핵산 정제
- DNA 추출
- 에탄올 침전
- 페놀-클로로포름 추출